# Berberis stearnii
Berberis stearnii är en berberisväxtart som beskrevs av Ahrendt. Berberis stearnii ingår i släktet berberisar, och familjen berberisväxter. Inga underarter finns listade i Catalogue of Life.